# Шипуново (Сокольский район)
Шипуново — деревня в Сокольском районе Вологодской области на реке Драловка.
Входит в состав Воробьёвского сельского поселения, с точки зрения административно-территориального деления — в Воробьёвский сельсовет. Расположена к северу от автодороги А123.
Расстояние по автодороге до районного центра Сокола — 55 км, до центра муниципального образования Воробьёва — 4 км. Ближайшие населённые пункты — Пирогово, Великий Двор, Горка.
По переписи 2002 года население — 17 человек.